# Claude Callot
Claude Callot (* 1620 in Nancy; † 21. August 1687 in Breslau) war ein französischer Maler in Diensten der Könige von Polen.

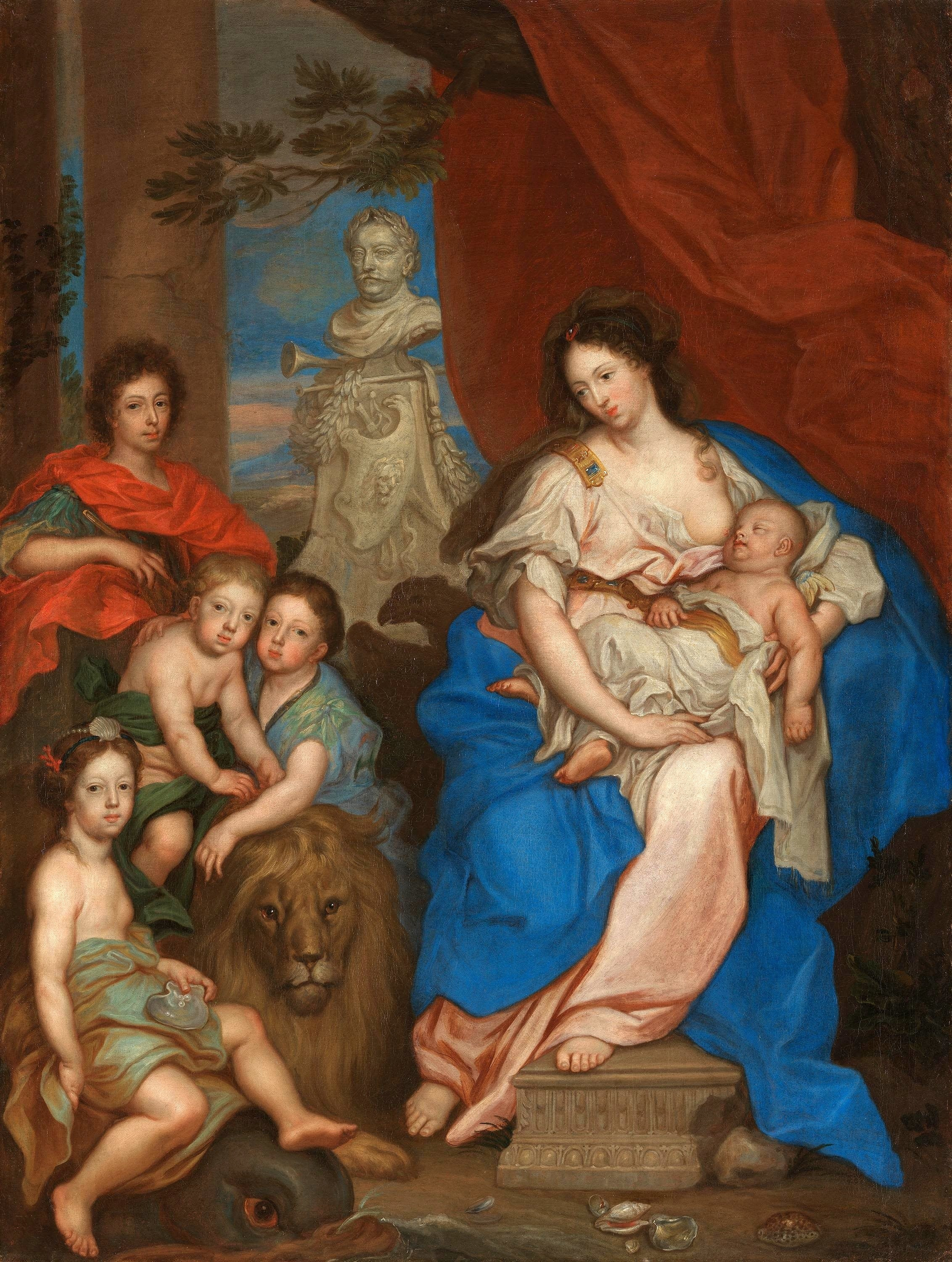
Claude Callot: Porträt der Königin Maria Kasimir und ihrer Kinder, Staatsgalerie im Neuen Schloss, Schleißheim, Inv. 2433

Claude Callot war der Sohn des Jean Callot, Herold von Lothringen und Bar, und der Charlotte de Flondres, sein Bruder Jean wurde Nachfolger des Vaters als Herold, sein Bruder Dominique Abt der Abtei von l’Étanche.
1640 ging Callot nach Rom. Um 1650 malte er am Hof der Prinzessin Luisa Maria Gonzaga in Mantua, durch die Ehe mit zwei polnischen Königen, Władysław IV. Wasa und Johann II. Kasimir, Königin von Polen. Ab 1666 arbeitete er in Polen als Hofmaler für die Könige Johann II. Kasimir, Michael Wiśniowiecki und Johann III. Sobieski. Er lebte in Wilanów, wo er Werke für den Königspalast schuf,  vor allem Gemälde aber auch Deckenmalereien für die Bibliothek des Palasts. 1686 siedelte er nach Breslau über, wo er am 23. Dezember 1686 sein Testament verfasste. Sein Grab befindet sich in der Kirche St. Vinzenz in Breslau.